# ریهیتو یاماموتو
ریهیتو یاماموتو (ژاپنی: 山本 理仁؛ زادهٔ ۱۲ دسامبر ۲۰۰۱) یک بازیکن فوتبال اهل ژاپن است.
از باشگاه‌هایی که در آن بازی کرده‌است می‌توان به باشگاه فوتبال توکیو وردی اشاره کرد.